# Agilodocodon scansorius
Agilodocodon scansorius (que significa "diente trepador ágil de árboles") es un pequeño mammaliaforme arborícola que vivió en el Jurásico medio, hace unos 165 millones de años en lo que hoy es China.
Sus restos fósiles han aparecido en la Formación Tiaojishan, en Mongolia Interior (China).